# Марин Градац
Марин Градац је босанскохерцеговачки музичар који је тромбониста Сарајевске филхармоније. Раније је био члан босанског гаражног рок бенда Забрањено пушење.

## Каријера
Године 1996. Градац је пратио Сеју Сексона и Елвиса Ј. Куртовића, са којима је поново покренуо бенд Забрањено пушење, распао почетком 1990-их. Певао је и наступао на два студијска албума; Филџан вишка (1997) и Агент тајне силе (1999). Такође, Градац је наступио на свом првом живом албуму; Хапси све! (1998). Према речима Сеје Сексона, Градац је био заиста добар певач, али га фанови нису прихватили, посебно они који су језгрови. Градац је напустио Забрањено пушење 2000. године због других обавеза; отишао је да заврши Музичку академију у Сарајеву.
Градац свира тромбон за Сарајевску филхармонију.
Градаш је извршни продуцент Сарајевског Биг Бенда.

## Дискографија
Забрањено пушење
- Филџан вишка (1996)
- Хапси све! (1998)
- Агент тајне силе (1999)